# Carl Edzard

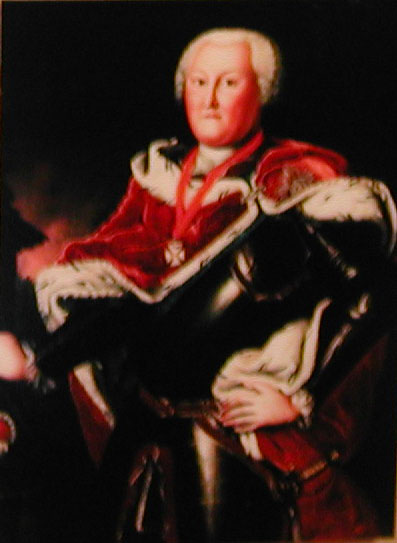
Carl Edzard

Carl Edzard (* 18. Juni 1716 in Aurich; † 25. Mai 1744 ebenda) aus dem Hause Cirksena war seit dem 12. Juni 1734 der letzte einheimische Fürst, der die Grafschaft Ostfriesland regierte.

## Leben
Carl Edzard wurde auf der Burg in Aurich geboren. Er war das vierte Kind des regierenden Fürsten Georg Albrecht und seiner ersten Gemahlin Christine Louise, einer geborenen Prinzessin von Nassau-Idstein. Seine älteren Geschwister starben bereits vor dem Erreichen des ersten Lebensjahres, wodurch Carl Edzard Thronfolger in der Grafschaft wurde.

### Jugend
Carl Edzard wurde im Auftrag seines Vaters autoritär, hart und in „einer Atmosphäre von Bigotterie und asketischer Frömmigkeit erzogen, welche dem Kind keinerlei Freiräume und Möglichkeiten zur Selbstentwicklung ließ“. Jede Minute seines Tagesablaufs war geplant. Dabei waren sogar die Erholungsphasen, die Stunden des Ausritts und des Spaziergangs exakt vorgegeben. Carl Edzard wurde dem Zeitgeist entsprechend in römischem Recht, mittelalterlicher Herrschaftsgeschichte und Französisch unterrichtet. Dazu kamen das Lesen der Bibel und weiterer religiöser Texte. Eine militärische Ausbildung hat Carl Edzard nie genossen, obwohl er von seinem Vater im Alter von zehn Jahren zum Obristen und Chef der kleinen fürstlichen Miliz ernannt wurde. Durch den frühen Tod seines Vaters blieb für die Aufnahme eines Studiums keine Zeit, und auch die seit den Zeiten der Renaissance obligatorische Kavalierreise der Söhne des europäischen Adels trat er nie an. Sein Bewegungsradius blieb selbst innerhalb seines Territoriums beschränkt. Carl Edzard hielt sich vornehmlich am Hof in Aurich, dem Jagdschloss in Sandhorst und der fürstlichen Burg Berum auf. Selbst die größte Stadt der Grafschaft, Emden, hat er nie betreten, sondern nur einmal von weitem betrachtet.

### Fürst
Der Vater Carl Edzards war schon längere Zeit schwer erkrankt und erlitt noch vor dem 18. Geburtstag seines Sprösslings einen Schlaganfall. Um den Fortbestand der Dynastie zu sichern, wurde für Carl Edzard daraufhin eiligst eine Hochzeit arrangiert. Die Initiative dafür ging wohl von seiner Stiefmutter Sophie Karoline von Brandenburg-Kulmbach aus. Diese wählte Wilhelmine Sophie (1714–1749), die Tochter ihres ältesten Bruders Georg Friedrich Karl von Brandenburg-Bayreuth, als Braut und arrangierte die Verlobung des gerade Siebzehnjährigen mit der zwei Jahre älteren Verwandten. Am 25. Mai 1734 wurde auf Burg Berum die Hochzeit gefeiert.
Drei Wochen später, am 12. Juni 1734, verstarb der Vater, und Carl Edzard wurde Landesherr von Ostfriesland, ohne eigentlich auf diese Aufgabe vorbereitet zu sein. Nach den Dauerkonflikten der vergangenen Jahre zwischen den Ständen und dem Fürstenhaus hatte dieses kaum mehr ein Ansehen. Die Stadt Emden und andere Landstände verweigerten ihm die Huldigung. Ob Carl Edzard überhaupt in die Verwaltung seines Landes eingriff, ist zweifelhaft. Wahrscheinlich ist, dass seine Entscheidungen von anderen getroffen wurden.

### Tod
Vier Tage nachdem seine Gemahlin eine Fehlgeburt erlitten hatte und damit die Hoffnungen auf einen Erben und Nachfolger zunächst dahin waren, brach Carl Edzard am 16. Mai 1744 zu Fuß in seine Sommerresidenz, das Jagdschloss Wilhelminenholz in Sandhorst, auf, wo Wilhelmine Sophie auf ihn wartete. Dort angekommen, verlangte er von seiner Frau ein Glas Buttermilch, nach dessen Genuss er sich unwohl fühlte. In den folgenden Tagen verschlimmerte sich die Krankheit immer mehr. Am 24. Mai bezeichnete der behandelnde Arzt den Zustand des Fürsten als bedenklich, äußerte aber am 25. Mai die Hoffnung auf Besserung, die sich indes zerschlug: Carl Edzard starb noch am selben Tag zwischen 23 und 24 Uhr als letzter seines Geschlechts. Ob er vergiftet wurde oder eines natürlichen Todes starb, konnte nie geklärt werden.
Nach seinem Tod machte König Friedrich II. von Preußen sein Nachfolgerecht geltend, das in der Emder Konvention geregelt war. Er ließ Ostfriesland, von Emden ausgehend, ohne Widerstand besetzen, worauf am 23. Juni 1744 das Land der Krone huldigte.